# エブリバディ・ウォンツ・サム!! 世界はボクらの手の中に
『エブリバディ・ウォンツ・サム!! 世界はボクらの手の中に』（エブリバディウォンツサム せかいはボクらのてのなかに、Everybody Wants Some!!）は、2016年のアメリカ合衆国のコメディ映画。監督はリチャード・リンクレイター、出演はブレイク・ジェンナーとゾーイ・ドゥイッチなど。大学入学を目前にした新入生が、先輩や同輩たちとばか騒ぎに興じて青春の門をくぐり抜けるさまを描いた青春コメディ。
本作はリンクレイター監督の『バッド・チューニング』（1993年公開）と『6才のボクが、大人になるまで。』（2014年公開）の精神的な続編にあたる作品である。
大学の野球部の体育会系（ジョック）世界を描いているが、リンクレイター監督は実際に大学時代に野球部に所属していた。特に、体育会系でありながら、同時に文化系的なことにも興味を示す主人公・ジェイクには、監督本人の体験が反映されている。

## ストーリー
1980年8月28日からの、アメリカ・テキサスの、架空の「サウスイーストテキサス大学」野球部・チェロキーズを舞台に、野球部員たちが暮らす一軒家に引越ししてきた新入生たちの、学校が始まるまでの4日間の濃厚な青春を描き出す。

## キャスト
※括弧内は日本語吹替
- ジェイク・ブラッドフォード（主人公、新人部員・投手） - ブレイク・ジェンナー（西健亮）
- ビバリー（演劇を学ぶ女子学生、HSPVA出身） - ゾーイ・ドゥイッチ（川端麻衣）
- フィネガン（先輩選手、口がうまくナンパを繰り返す） - グレン・パウエル（岡井カツノリ[8]）
- マクレイノルズ（先輩選手、全米選抜に選ばれている強打者でキャプテン、ピンポンでジェイクに負けて怒り狂う） - タイラー・ホークリン（中村和正）
- ローパー（先輩選手、モテ男） - ライアン・グスマン（丸山智行）
- チャーリー・ウィロビー（カリフォルニアの大学から転入してきた４年生、投手。『コスモス』を愛読。ピンク・フロイドを愛し、ヴァン・ヘイレンをけなす。後に30歳であることが判明） - ワイアット・ラッセル
- タイ・プラマー（新入部員、捕手） - テンプル・ベイカー
- デイル（アフリカ系の先輩選手、二塁手） - J・クィントン・ジョンソン
- ビューター（新入部員、投手、ジェイクと相部屋。本名はビリー・オートリーだが。南部のアクセントのために "Beuter"とニックネームを付けられている。故郷に置いてきた彼女に長電話する） - ウィル・ブリテン（英語版）
- ジェイ・ナイルズ（デトロイトから転入してきた投手。。ノーラン・ライアンの再来を自認する、異常な負けず嫌い） - ジャストン・ストリート
- コーマ（先輩選手） - フォレスト・ヴィッカリー
- アレックス・ブラムリー（新入部員、外野手、天然のキャラクター）- ターナー・カリーナ
- ネスビット（先輩選手、ギャンブル狂、左のアンダースロー投手） - オースティン・アメリオ（岩城泰司）
- ジャスティン（ジェイクの高校の野球部仲間。大学に入ってパンクに変身） -  マイケル・モンスー
- 野球部の監督（コーチ） - ジョナサン・ブレック

## 製作
2014年8月4日、リチャード・リンクレイターは『秘密兵器リンペット』のリメイク版の企画から降板する際に、「That's What I'm Talking About」と題された1980年代の大学生を描いた作品の製作に集中したいと述べた。このとき、リンクレイターは「この作品は1970年代のアメリカの高校生を描いた『バッド・チューニング』の精神的な続編だと思っている。」とも述べた。12月、リンクレイターはとあるインタビューの中で「新作（エブリバディ・ウォンツ・サム）は『6才のボクが、大人になるまで。』の続編的なものだと考えている。『6才のボクが、大人になるまで。』は18歳の男が新しい出会いと恋を経験するシーンで終わっている。新作はその直後から始まるんだ。」と述べた。2016年3月に行われたインタビューで、リンクレイターは本作の脚本執筆を2005年の中頃に終え、2009年に映画化のための資金調達を試みたが失敗に終わっていたことを明かした。
2014年9月12日、リンクレイターはジェナー、ホークリン、ラッセルの3人に野球部の新入生役のオファーを出した。ホークリンはそれまでレギュラー出演していたテレビドラマ『ティーン・ウルフ』の新シーズンを降板してまで本作への出演を熱望した。16日にはライアン・グスマンの出演が決まった。9月29日、アンナプルナ・ピクチャーズが本作に出資し、パラマウント映画が配給権を得ることになったと報じられた。

### 撮影
2014年10月13日、本作の主要撮影がテキサス州オースティンで始まった。撮影はウェイマル、サンマルコス、バストロップ、エルギン、サンアントニオ、テイラーなどテキサス州の各地で行われた。

## 公開
2015年7月27日、パラマウント映画は本作の北米公開日を2016年4月15日にすると発表した。2016年2月、パラマウントは同年4月1日に限定公開という形で本作を公開すると発表した。後に、限定公開日は3月30日に前倒しされた。
2016年3月31日、本作の予告編が公開された。

## 評価
本作は批評家から絶賛されている。映画批評集積サイトのRotten Tomatoesには70件のレビューがあり、批評家支持率は91%、平均点は10点満点で7.8点となっている。サイト側による批評家の意見の要約は「最高のセンスの中にノスタルジアがある。『エブリバディ・ウォンツ・サム』は才能のある俳優たち、甘美でゆったりとしたストーリー、本編に流れるエッジの効いたクラシック・ロックとともにリチャード・リンクレイター監督が過去の世界を揺蕩う様子を見せてくれる。」となっている。また、Metacriticには34件のレビューがあり、加重平均値は85/100となっている。